# Eglestonita
La eglestonita és un mineral de la classe dels halurs. Anomenat per Thomas E. Egleston, cofundador de l'Escola de Mines de Colúmbia i professor de mineralogia i metal·lúrgia de la Universitat de Colúmbia. El mineral forma sèrie isomòrfica amb la kadyrelita.

## Característiques
La eglestonita és un halur de fórmula química (Hg₂2+)₃OCl₃(OH). Cristal·litza en el sistema isomètric. La seva duresa a l'escala de Mohs és 2,5.
Segons la classificació de Nickel-Strunz, l'eglestonita pertany a «03.DD: Oxihalurs, hidroxihalurs i halurs amb doble enllaç, amb Hg» juntament amb els següents minerals: poiarkovita, kadyrelita, vasilyevita, hanawaltita, terlinguaïta, pinchita, gianel·laïta, mosesita, kleinita, tedhadleyita, terlinguacreekita, kelyanita, aurivilliusita i comancheïta.

## Formació i jaciments
L'eglestonita se sol formar com a producte d'alteració d'altres minerals de mercuri com ara el mercuri natiu o el cinabri. S'ha descrit en diverses localitats d'Europa, Amèrica del Nord i l'Àsia.